# 宇治川之戰

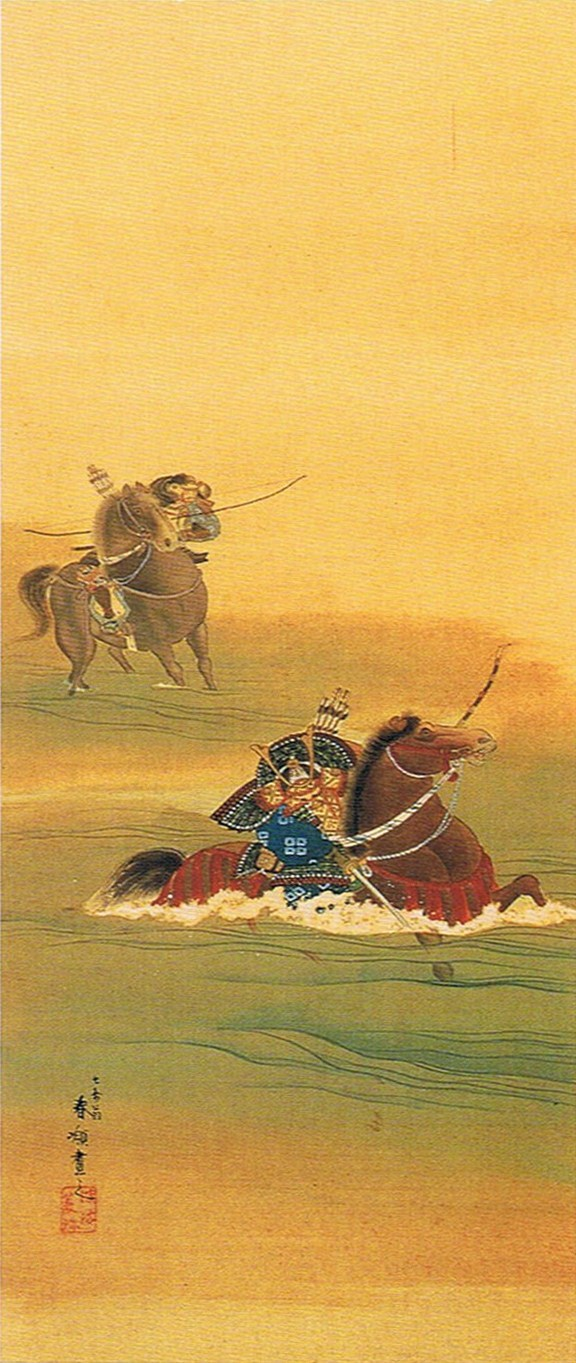
宇治川の先陣争い

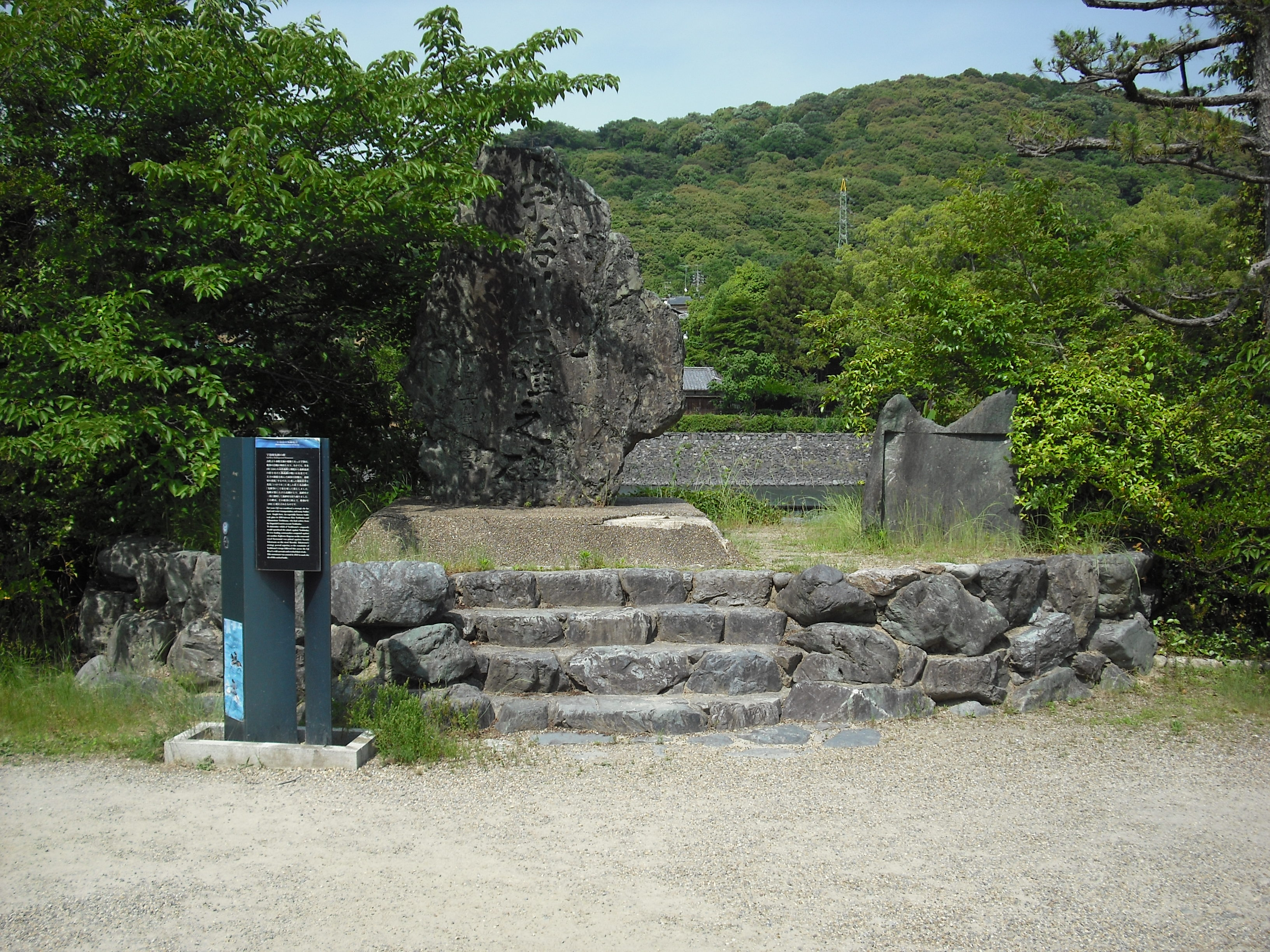
宇治川先陣之碑

宇治川之戰（宇治川の戦い）是日本平安時代末期壽永3年（1184年），源義仲和源賴朝派遣的源範賴、源義經之間的戰役。治承・壽永之亂的戰役之一。此戰最有名的是佐佐木高綱和梶原景季爭奪先鋒的「宇治川の先陣争い」。
義仲軍戰敗，義仲本人在逃往北陸的途中，在近江國粟津（滋賀縣大津市）戰死（粟津之戰）。

## 關連項目
- 源平合戰
- 磨墨塚
- 幸主名馬尊
- 關西鐵道